# Alpe di Porale
L'Alpe di Porale, o Monte Alpe, è una montagna dell'Appennino Ligure che raggiunge gli 839 m s.l.m..

## Toponimo

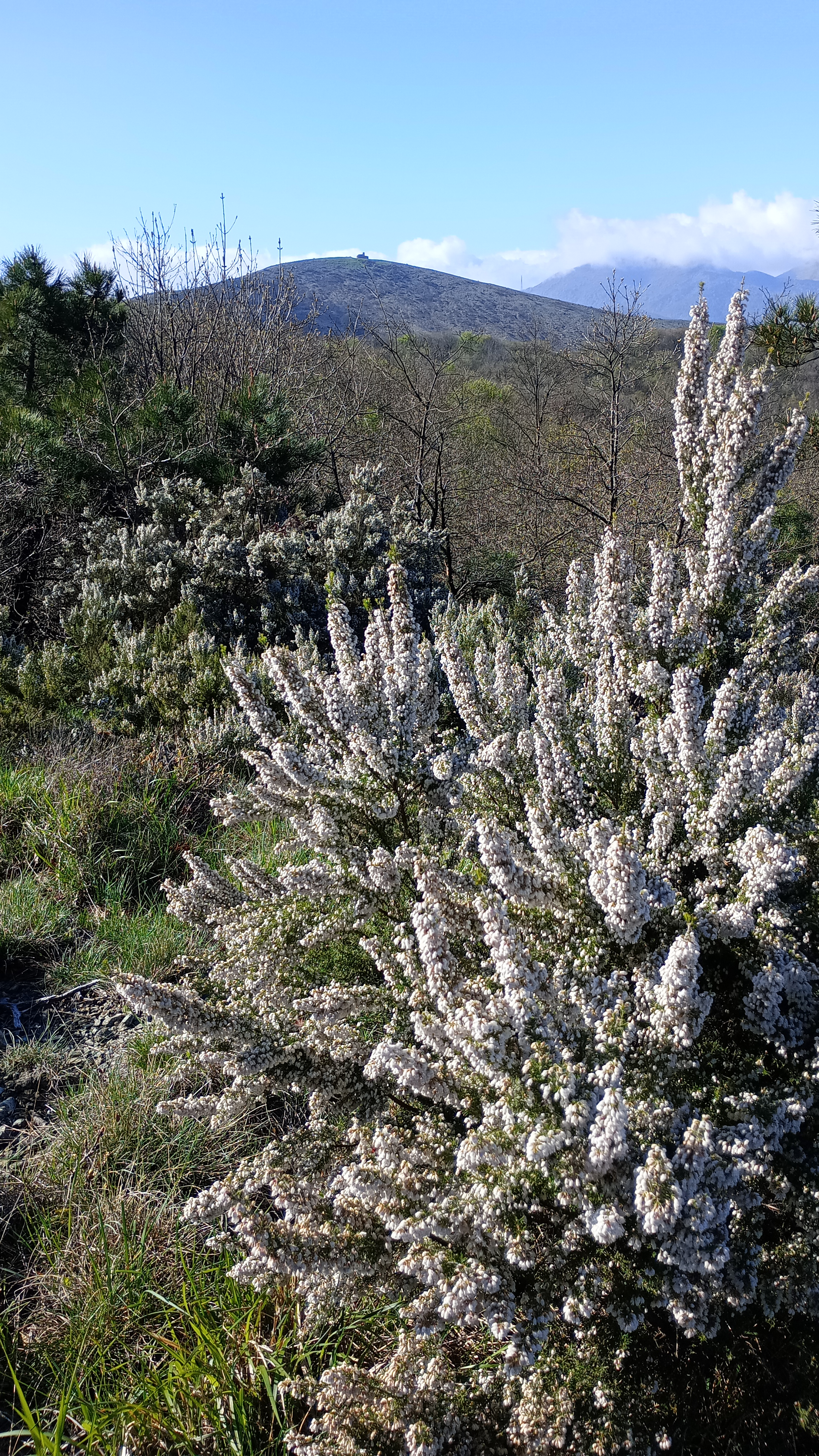
Vista da nord, in primo piano un cespuglio di erica fiorito

Il nome del monte deriverebbe da Peroallum (in italiano fienile), un termine della tarda latinità. Il toponimo potrebbe però anche essere legato al ligure, almeno per quanto riguarda il suo suffisso. Da un originario Porallo il tipico suffisso suffisso ligure "allo" si sarebbe infatti trasformato in "ale".

## Descrizione

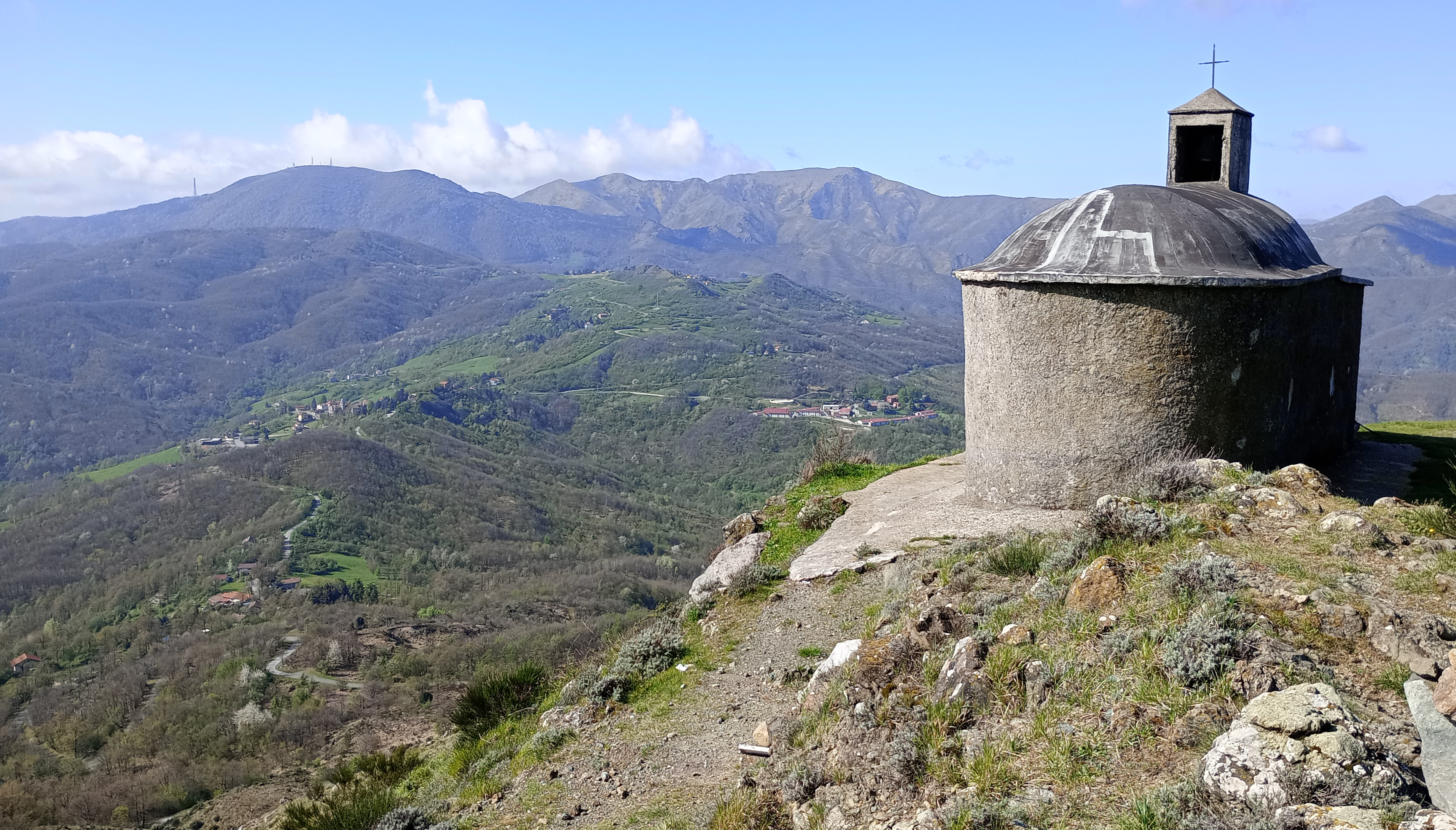
La vetta della montagna con la cappella di Maria Ausiliatrice

L'Alpe di Porale fa parte del Gruppo del Monte Figne, all'interno del quale dà il nome al "Sottogruppo del Porale". Si trova sul crinale spartiacque tra i bacini della Scrivia e del Lemme. Verso sud-ovest il Passo della Castagnola (comune di Fraconalto, 583 metri) la collega con il corpo principale dalla catena appenninica e con lo spartiacque padano/ligure. A nord-est il crinale Lemme/Srivia perde invece quota fino ad un colletto senza nome sulla cartografia ufficiale e risale poi al Monte Porale, poco più basso dell'Alpe di Porale. La prominenza topografica dell'Alpe di Porale è di 264 metri, e il panorama dalla sua cima è molto ampio. Amministrativamente si trova totalmente in provincia di Alessandria, in quanto il territorio comunale di Fraconalto sconfina nella zona anche in Valle Scrivia.
Sulla vetta sorge una piccola chiesa, dedicata a Maria Ausiliatrice e risalente al 1910.

## Geologia
Sulla montagna, in generale erbosa ma che presenta alcuni affioramenti rocciosi di conglomerato, sono stati identificati depositi risalenti al piano rupeliano (o tongariano).

## Accesso alla vetta
Il Monte Alpe è raggiungibile in breve per sentiero con partenza dalla vicina Gola della Castagnola (Fraconalto). In un paio d'ore di cammino si può anche arrivare a piedi alla cima del monte, con un dislivello di  circa 580 metri, partendo dalla stazione di Ronco Scrivia. Un altro itinerario che tocca la vetta del monte è il Sentiero europeo E1, che può essere imboccato da Arquata Scrivia o anche, accorciando di parecchio l'escursione, dalla frazione Borlasca (Isola del Cantone) .

## Bibliografia

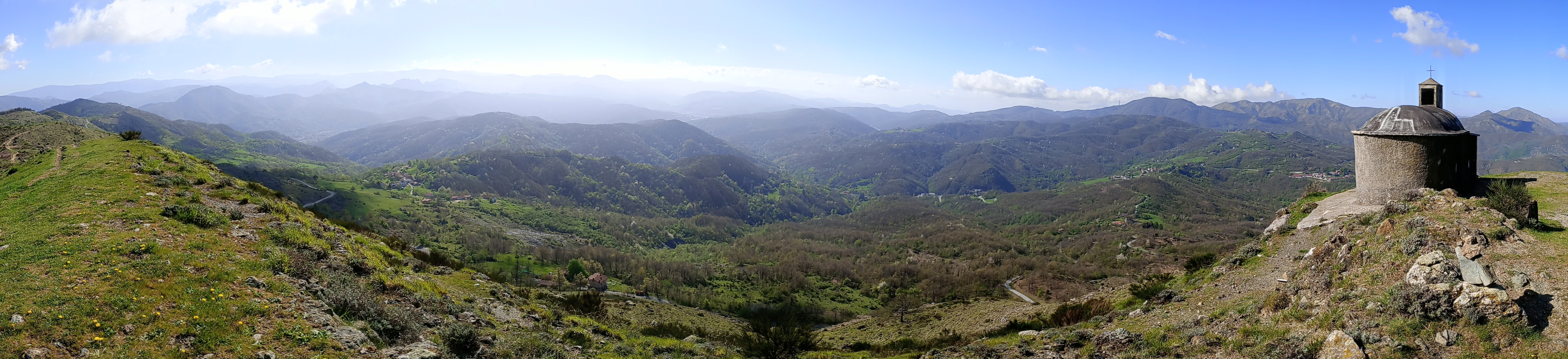
Vista verso sud-est
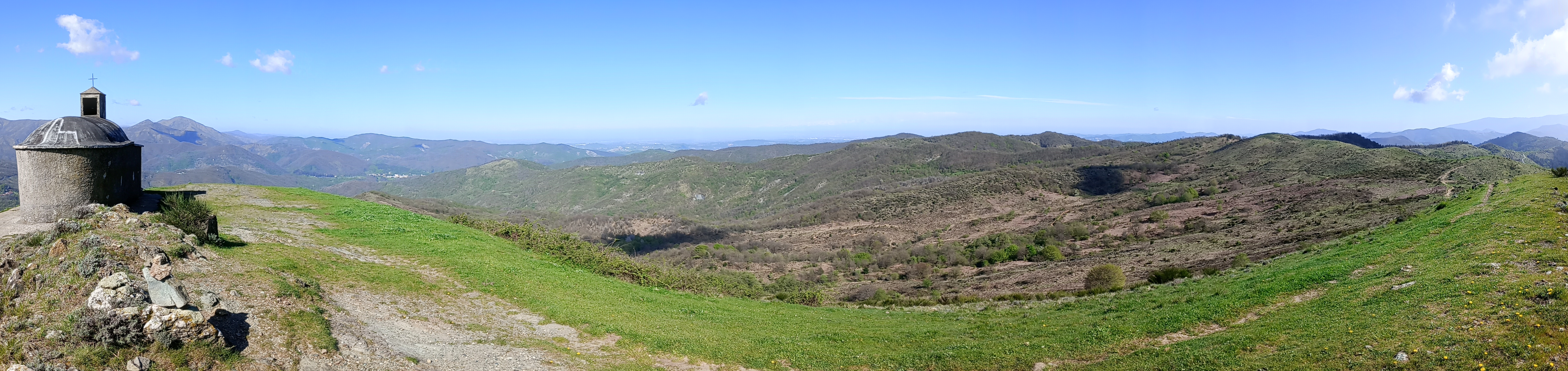
Vista verso nord-ovest